# Warren G
Warren G, właśc. Warren Griffin III (ur. 10 listopada 1970 na Long Beach, w stanie Kalifornia) – amerykański raper, DJ, producent muzyczny i aktor. Jest przyrodnim bratem Dr. Dre. 

## Kariera
Swoją karierę artystyczną rozpoczął w 1990 roku wraz z Nate Doggiem i Snoop Doggiem stworzył grupę 213. Jego pierwszy solowy album Regulate...G Funk Era został wydany przez wytwórnię, osiągnął duży sukces i zdobył czterokrotną platynową płytę i zdobył ogromną popularność wśród słuchaczy. 
W 1994 roku wylansował hit „Regulate”, w którym gościnnie wystąpił Nate Dogg. Pojawił się w kilku serialach. 
Współpracował z takimi artystami jak: Dr. Dre, Ice Cube, B-Real, Eve, Xzibit, Kurupt, Adina Howard czy Mack 10.

## Dyskografia
- 1994: Regulate...G Funk Era (4x Platynowa płyta)
- 1997: Take a Look Over Your Shoulder (Złota płyta)
- 1999: I Want It All (Złota płyta)
- 2001: The Return of the Regulator
- 2005: In the Mid-Nite Hour
- 2009: The G Files

## Filmografia
- 1997: Słodkie zmartwienia (Clueless)
- 1999: Speedway Junky jako Brentley Shaw
- 2000: Egzamin z życia (The Parkers)
- 2000: Historia Little Richarda (Little Richard) jako Muzyk w studiu
- 2003: Old School: Niezaliczona (Old School)
- 2005: All of Us jako oficer